# Natalia (Moustaki)
Pour les articles homonymes, voir Natalia (homonymie).

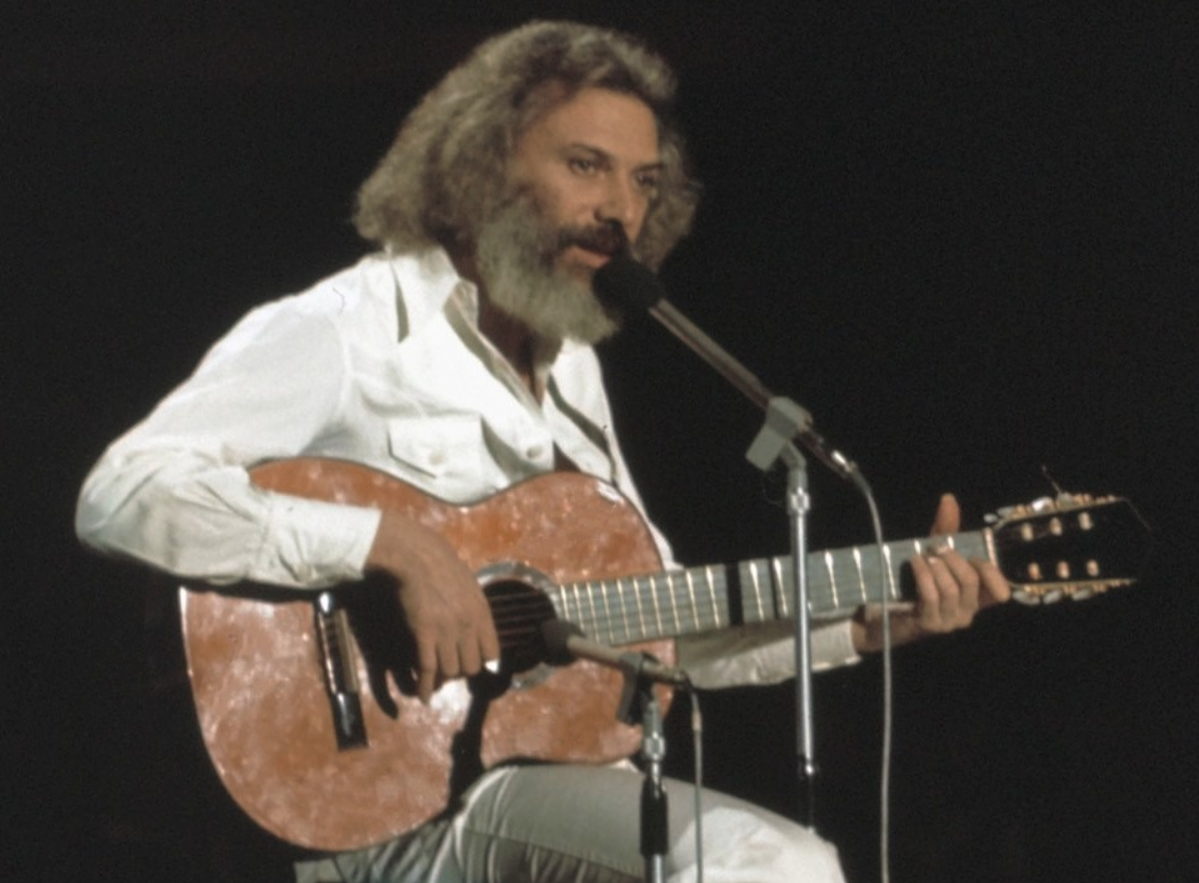
Georges Moustaki à la guitare, en 1974.

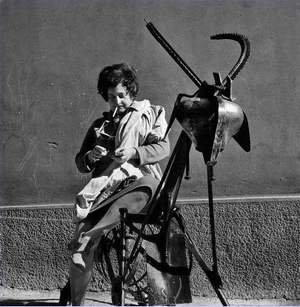
Natalia Mela à Spetses. Photographie de Dimitris Papadimos

Natalia est une composition instrumentale pour guitare seule de Georges Moustaki. Elle conclut la face A de son album Le Métèque de 1969. Composée à l'occasion de l'anniversaire de son amie, la sculptrice grecque Natalia Mela, elle appartient au répertoire de l'apprentissage de la guitare. Moustaki avait fait la connaissance de Natalia Mela (kiria Natalia) lors d'un séjour en 1966 dans sa maison sur l'île de Spetses, en compagnie de Melina Mercouri et de son mari Jules Dassin.
Dans son livre de souvenirs Un Chat d'Alexandrie, Georges Moustaki évoque en ces termes la création de Natalia : « On m'a un jour demandé une composition pour guitare (dans le style de Jeux Interdits) pour l'émission de télévision Du côté des musiciens. Je n'étais pas sûr d'en être capable. « Je suis certaine que vous y arriverez », m'a affirmé, péremptoire, la productrice. Effectivement, j'y arrivai. ».